# التدافع على إفريقيا
| بلجيكا                   | إيطاليا                   |
| بريطانيا العظمى وأيرلندا | البرتغال                  |
| فرنسا                    | إسبانيا                   |
| ألمانيا                  | مستقلة (ليبيريا وإثيوبيا) |

تقسيم القوى الأوروبية الغربية لإفريقيا عام 1913. وتظهر الحدود السياسية الحديثة لبلدان القارة التي يعود منشأ معظمها للحقبة الاستعمارية الأوروبية.

التدافع على إفريقيا ويُعْرَف كذلك باسم التزاحم على إفريقيا أو السباق إلى إفريقيا أو تقسيم إفريقيا كما يُعْرَف في بعض الأحيان باسم الإمبريالية الغربية في إفريقيا، كان نتيجة الادعاءات الأوروبية الغربية المتعارضة لمناطق في إفريقيا أثناء فترة الإمبريالية الجديدة، بين ثمانينيات القرن التاسع عشر والحرب العالمية الأولى في 1914.
يُشار عادةً إلى مؤتمر برلين لعام 1884 بالمرحلة القيادية للصراع على إفريقيا. نظّم هذا المؤتمر الاستعمار الأوروبي والتجارة في إفريقيا. كان تقسيم إفريقيا، الذي كان نتيجة للتنافس السياسي والاقتصادي بين الإمبراطوريات الأوروبية في الربع الأخير من القرن التاسع عشر، هو الطريقة التي تجنَّب بها الأوروبيون التقاتل فيما بينهم بسبب القارة. شهدت السنوات اللاحقة من القرن التاسع عشر الانتقال من «الإمبريالية غير الرسمية» من خلال النفوذ العسكري والهيمنة الاقتصادية إلى الحكم المباشر، ومن ثم تحقيق الإمبريالية الاستعمارية.

## خلفية تاريخيَّة
فضّلت القوى الأوروبيَّة البقاء بالقرب من البحر واستخدام القارة لأغراض التجارة فقط، حيث أقامت مراكز تجارية صغيرة على طول الساحل بحلول عام 1840، وقلّما قررت الانتقال إلى داخل البلاد. تمكن المستكشفون الأوروبيون من وضع خرائط لمناطق في شرق ووسط إفريقيا خلال العقود الوسطى من القرن التاسع عشر.
كانت دول أوروبا الغربية الوحيدة (على مستوى قارة أوروبا) التي سيطرت على عشرة في المئة فقط من قارة إفريقيا حتى أواخر سبعينيات القرن التاسع عشر، ووقعت جميع أراضيها بالقرب من الساحل. شملت أهم الأراضي التي تملكتها القوى الأوروبية الغربية: أنغولا وموزمبيق اللتان تملّكتهما البرتغال، ومستعمرة رأس الرجاء الصالح التي تملّكتها بريطانيا العظمى وأيرلندا، والجزائر التي تملّكتها فرنسا، وغينيا الاستوائية والصحراء المغاربية اللتان تملّكتهما إسبانيا. بحلول عام 1914، لم تتبقَ أي دول إفريقية خارجة عن السيطرة الأوروبية الغربية عدا إثيوبيا وليبيريا فقط.
ساهمت التطورات التكنولوجية في تيسير التوسع الأوروبي لما وراء البحار، وأحدث التحول الصناعي تطورات سريعة في النقل والاتصالات، وتمثلت بعض أبرز هذه التطورات في السفن البخارية، والسكك الحديدية، والتلغراف. كذلك لعبت التطورات الطبية دورًا هامًا، وبالأخص أدوية الأمراض المدارية. أحد التطورات الطبية التي أحدثت طفرة كانت تطوير مركب الكوينين، وهو علاج فعال للملاريا، حيث سمح للأوروبيين باستكشاف مساحات شاسعة من المناطق الاستوائية بسهولة أكبر.

## الأسباب

### إفريقيا والأسواق العالمية
كانت إفريقيا جنوب الصحراء جذابة للنخبة الحاكمة من الأوروبيين لأسباب اقتصادية، وسياسية، واجتماعية. كانت إفريقيا جنوب الصحراء الكبرى أيضًا واحدة من آخر مناطق العالم التي لم تتأثر بشكل كبير بـ«الإمبريالية غير الرسمية». خلال الوقت الذي أظهر فيه الميزان التجاري البريطاني عجزًا متناميًا، مع تقلص الأسواق القارية وتزايد سياساتها الحمائية نتيجة الكساد الطويل (1873-1896)، عرضت إفريقيا على بريطانيا، وألمانيا، وفرنسا، بالإضافة إلى دول أخرى، سوقًا مفتوحة من شأنها أن تحقق لهم فائضًا تجاريًا، وقد كانت سوقًا تشترى من القوة الاستعمارية أكثر مما تبيعه بشكل عام.
غالبًا ما كان فائض رأس المال يُستثمر بشكل أفضل في الخارج، حيث وجدت المواد الرخيصة، والمنافسة المحدودة، والمواد الخام الوفيرة. كان الطلب على المواد الخام بمثابة دافع آخر للإمبريالية، وخاصة النحاس، والقطن، والمطاط، وزيت النخيل، والكاكاو، والماس، والشاي، والقصدير، والتي اعتاد عليها المستهلكون الأوروبيون واعتدمت عليها الصناعة الأوروبية. بالإضافة إلى ذلك، أرادت بريطانيا السواحل الجنوبية والشرقية لإفريقيا من أجل موانئ توقفية على الطريق إلى آسيا وإمبراطوريتها في الهند. ومع ذلك، كان حجم الاستثمار الرأسمالي من قبل الأوروبيين ضئيلًا نسبيًا في إفريقيا مقارنة بالقارات الأخرى، هذا إن استثنينا المنطقة التي أصبحت اتحاد جنوب إفريقيا في عام 1910. نتيجة لذلك، كانت الشركات العاملة في التجارة الاستوائية الإفريقية صغيرة نسبيًا، باستثناء شركة دي بيرز للتعدين التابعة لسيسل رودس. نحت رودس روديسيا لنفسه، علاوة على استغلاله لليوبولد الثاني ملك بلجيكا لاحقًا، وكذلك دولة الكونغو الحرة بوحشية أكبر.